# Digital Bibliography & Library Project
Digital Bibliography & Library Project (DBLP) je webová stránka s bibliografií počítačových věd. Počínaje rokem 1993 na Universität Trier v Německu vyrostla z malé sbírky HTML souborů a stala se organizací provozující databázi a bibliografii logického programování. Od listopadu 2018 je DBLP pobočkou Schloss Dagstuhl – Leibniz-Zentrum für Informatik.